# Autoserica insulicola
Autoserica insulicola är en skalbaggsart som beskrevs av Moser 1916. Autoserica insulicola ingår i släktet Autoserica och familjen Melolonthidae. Inga underarter finns listade.